# Nikita (navn)
 For alternative betydninger, se Nikita. (Se også artikler, som begynder med Nikita)
Nikita er et græsk drengenavn (Νικιτας, fra anikitos, uovervindelig), som ikke har et ækvivalent pigenavn, da betydningen er uovervindelig i betydningen mand. Navnet bruges i kristne ortodokse lande, især Grækenland og Rusland.
I flere vestlige lande, bl.a. angelsaksiske lande og Danmark er det blevet moderne at bruge navnet som pigenavn - i Danmark er der således cirka 600 kvinder og cirka 80 mænd med dette navn.